# 短棒角石
短棒角石是一屬已滅絕的鸚鵡螺類。為短棒角石科的模式屬。牠們生存在晚寒武紀的海洋中，是目前已知最古老的鸚鵡螺類，也是迄今為止所發現最早的頭足類。其形態與所有頭足類最近共同祖先的假設密切相符。牠們的化石發現於中國的遼寧、山東與安徽，以及美國德克薩斯州中部的吉萊斯皮。

## 特徵
短棒角石有著短角狀的外殼，古生物學家根據其肌肉與殼接合的痕跡，推斷其可能保留有近似於單板綱軟體動物的腹足結構。目前尚未發現完整的短棒角石化石，尚無標本含有其殼體的尖端或開口。

## 物種
- 寒武短棒角石 Plectronoceras cambria (Walcott, 1905)
- 細小短棒角石 Plectronoceras exile Flower, 1964
- 淮北短棒角石 Plectronoceras huaibeiense Chen & Qi, 1979
- 遼東短棒角石 Plectronoceras liaotungense Kobayashi, 1935